# Emmanuel Hanisch
Emmanuel Hanisch (Altlomnitz, 4 gennaio 1882 – Umtata, 28 febbraio 1940) è stato un missionario e vescovo cattolico tedesco.

## Biografia
Originario della Slesia, fu monaco trappista nell'abbazia sudafricana di Mariannhill. Ordinato prete nel 1908, l'anno successivo il monastero fu costituito in congregazione missionaria: nel capitolo generale del 1912 fu eletto consigliere.
Fu nominato prefetto apostolico di Umtata nel 1930 e nel 1932 fondò la congregazione femminile indigena delle Missionarie del Preziosissimo Sangue.
La prefettura fu elevata a vicariato apostolico nel 1937 e Hanisch fu innalzato all'episcopato con il titolo di Gor. Morì nel 1940.

## Genealogia episcopale
La genealogia episcopale è:
- Cardinale Scipione Rebiba
- Cardinale Giulio Antonio Santori
- Cardinale Girolamo Bernerio, O.P.
- Arcivescovo Galeazzo Sanvitale
- Cardinale Ludovico Ludovisi
- Cardinale Luigi Caetani
- Cardinale Ulderico Carpegna
- Cardinale Paluzzo Paluzzi Altieri degli Albertoni
- Papa Benedetto XIII
- Papa Benedetto XIV
- Papa Clemente XIII
- Cardinale Marcantonio Colonna
- Cardinale Giacinto Sigismondo Gerdil, B.
- Cardinale Giulio Maria della Somaglia
- Cardinale Carlo Odescalchi, S.I.
- Cardinale Costantino Patrizi Naro
- Cardinale Lucido Maria Parocchi
- Papa Pio X
- Papa Benedetto XV
- Cardinale Willem Marinus van Rossum, C.SS.R.
- Arcivescovo Giordano Gijlswijk, O.P.
- Vescovo Emmanuel Hanisch, C.M.M.